# Čardak à Sviloš
Le village de Sviloš, en Serbie, possède un čardak (en serbe cyrillique : Чардак у Свилошу ; en serbe latin : Čardak u Svilošu), construit en 1916. En raison de sa valeur patrimoniale, il est inscrit sur la liste des monuments culturels de grande importance de la république de Serbie (identifiant no SK 1196).

## Présentation
Ce čardak, situé 97 rue Fruškogorska, a été conçu pour entreposer les céréales, notamment le maïs, et pour servir de lieu d'habitation. Il a été construit en 1916 pour la famille Bošković par le maître bâtisseur Velimir Isaković de Sviloš.
Cet bâtiment en bois s'inscrit dans un plan rectangulaire ; il est doté d'un long porche et d'un toit avec des pignons latéraux. Une attention particulière a été accordée à l'ornementation de l'édifice, notamment avec un jeu sur la disposition des éléments en bois et la présence de motifs géométriques et floraux.